# Buntes Springkraut
Das Bunte Springkraut (Impatiens edgeworthii) ist eine Pflanzenart aus der Gattung Springkräuter (Impatiens) innerhalb der Familie Balsaminengewächse (Balsaminaceae). Sie ist im Himalaya, vor allem in Pakistan beheimatet. In vielen Gebieten der Welt ist sie ein Neophyt, beispielsweise in Deutschland gilt sie als in Einbürgerung befindlicher Neophyt.

## Beschreibung und Ökologie

### Vegetative Merkmale
Beim Bunten Springkraut handelt es sich um eine aufrecht wachsende, reich verzweigte einjährige krautige Pflanze. Die Wuchshöhe wird für Pakistan mit 20 bis 60 Zentimeter angegeben. Pflanzen in Mitteleuropa erreichen deutlich größere Höhen, verbreitet 100 bis 120, im Extremfall 220 Zentimeter. Die lang gestielten, elliptischen bis elliptisch-ovalen Blätter erreichen 40 bis 180 Millimeter Länge und 15 bis 75 Millimeter Breite. Das Blatt ist zugespitzt, der Blattrand kerbig gesägt. An der Spitze der Zähne sitzt je eine kleine, stachelspitzige Drüse.

### Generative Merkmale
Die Blüten sitzen auf dünnen, aufrechten Blütenstielen gehäuft im oberen Abschnitt der Pflanze (subterminal).
Die Blüten sind zwittrig; das Bunte Springkraut kann sich sowohl über Fremdbestäubung wie auch durch Selbstbestäubung vermehren. Die Blüten sind um 180 Grad gedreht (resupiniert). Die Blüten sind zygomorph und fünfzählig mit doppelter Blütenhülle. Die seitlichen Kelchblätter sind grün gefärbt und klein, oval bis herzförmig. Von den fünf Kronblättern sind jeweils die beiden seitlichen paarweise miteinander verwachsen, sie bilden mit dem blütenblattähnlich ausgebildeten fünften Kelchblatt, das den Sporn ausbildet, eine zygomorphe Blütenröhre aus. Beim Bunten Springkraut beträgt die Blütenlänge (mit Sporn) etwa 25 bis 30, gelegentlich bis 36 Millimeter. Der Sporn ist stark nach unten hin gekrümmt. Die Blütenfarbe ist, auch innerhalb einer Population, hochgradig variabel; es kommen vor hellgelb, sattgelb, weißlich, blassviolett, manchmal mehrfarbig oder bunt geadert. Sie tragen fast immer eine bräunliche Schlundzeichnung. Nach Züchtungsexperimenten sind rein gelb, weiß und violett blühende Pflanzen reinerbig, bei Kreuzung zwischen ihnen bildet sich, den Mendelschen Regeln entsprechend ein Schwarm verschieden gefärbter Hybride. Die fünf Staubfäden und Staubbeutel sind miteinander verwachsen.
Die aufrecht stehende Kapselfrucht mit dem Springkraut-typischen Schleudermechanismus für die Samen, ist knapp 3 Zentimeter lang. Die bei einer Länge etwa 3 Millimetern länglichen Samen sind längsrunzelig strukturiert. Die Blütezeit reicht von Juli (ausnahmsweise Ende Juni) bis September, reife Samen treten ab Ende Juli auf.
Die Chromosomenzahl beträgt 2n = 12 oder 14.

## Vorkommen
Das ursprüngliche Verbreitungsgebiet von Impatiens edgeworthii liegt im nordwestlichen Himalaja, von Afghanistan bis Kaschmir.
Der erste Fund in Mitteleuropa war 2001 im Leinawald in Thüringen. Wenig später genannte Fundorte sind der Leipziger Auwald und die Ufer der Krummen Lanke in Berlin. Inzwischen ist die Art in einer Reihe Waldgebiete in Sachsen, Sachsen-Anhalt, Thüringen und Hessen gefunden worden und scheint sich weiter auszubreiten. Im Westen Deutschlands existiert seit etwa 2000 ein Vorkommen im Borbecker Schlosspark in der Stadt Essen (Nordrhein-Westfalen).
In Pakistan gilt Impatiens edgeworthii als eines der häufigsten der dort sehr artenreichen Gattung Impatiens. Es wächst gesellig in Höhenlagen von 1.800 bis 3.000 Metern, sowohl an besonnten wie an beschatteten Standorten.
Die Vorkommen in Mitteleuropa liegen an gestörten Stellen im Wald, am Rand von Waldwegen, auf Schlägen, an Waldschneisen, in baumbestandenen Parkanlagen mit Waldcharakter. Vorkommen im Inneren ungestörter Wälder bestehen bisher nicht, eine Ausbreitung dorthin gilt aber als hochwahrscheinlich. Die Art vermag einen anderen, vor ihr angekommenen Neophyten, das Kleinblütige Springkraut (Impatiens parviflora), lokal völlig zu verdrängen. Im Leinawald im Altenburger Land in Thüringen bildete die Art Massenbestände in durchforsteten Laubholzforsten, die vorher überhaupt keine Krautschicht besessen hatten. Die Art steht in ihren ökologischen Ansprüchen etwa zwischen Impatiens parviflora und Impatiens noli-tangere, sie benötigt mehr Bodenfeuchte als Impatiens parviflora, ist aber nicht so luft- und bodenfeuchtebedürftig wie Impatiens noli-tangere. Pflanzensoziologisch ist sie als Art der stickstoffreichen Wald-Innensäume des Verbands Geo-Alliarion zu kennzeichnen.
Das Bunte Springkraut ist sehr frostempfindlich und stirbt mit den ersten Nachtfrösten ab. Es überwintern nur die Samen. Die ersten Keimlinge sind ab März zu sehen. Bisher tritt die Art in Mitteleuropa nur unterhalb Höhenlagen von etwa 400 Metern auf, möglicherweise ist in größerer Höhe ihr Wärmebedürfnis nicht erfüllt.

## Mögliche Schäden
Volkmar Weiss geht davon aus, dass sich das Bunte Springkraut zwar weiter ausbreiten wird, aber keine ökologischen Schäden durch sie zu erwarten sind, da sie entweder eine Krautschicht auf vorher kahlem Waldboden ausbildet, oder bestenfalls sehr häufige Arten bzw. andere Neophyten verdrängen kann. Daniel Lauterbach und Stefan Nehring kommen in ihrer Risikobewertung für das Bundesamt für Naturschutz zur Einschätzung, es handele sich um einen „potenziell invasiven“ Neophyten, schließen aber ökonomische Schäden aus.

## Verwandtschaft
Die sehr artenreiche Gattung Impatiens hat ihr Verbreitungszentrum in Ostasien, in Indien und China. Die Art Impatiens edgeworthii ist nach den bisherigen Daten Schwesterart von Impatiens scabrida. Auch Impatiens parviflora und Impatiens balfourii sind nahe verwandt.

## Ethnobotanik
In Pakistan wird die dort „Buntil“ genannte Art äußerlich gegen Brandwunden und innerlich gegen Gonorrhoe eingesetzt.